# Ёкуша
Ёкуша — упразднённая в 2015 году деревня в городском округе «Город Нарьян-Мар» Ненецкого автономного округа России.

## Происхождение названия
Ёкуш в переводе с языка коми означает «окунь».

## География
Деревня находится на острове Ёкушанский, и отделена от города Нарьян-Мар протокой реки Печора — Городецкий шар.

## История
Впервые деревня Ёкуша упоминается в алтарной книге Пустозерского прихода 1802 года. В 1861 году в деревне Экушевская было 27 жителей мужского пола и 31 женского пола.
В 1931 году деревня, входившая до этого в состав Куйского сельсовета, вошла в состав рабочего посёлка Нарьян-Мард, переименованного в том же году в Нарьян-Мар; в 1935 году Нарьян-Мар получил статус города. В 1933 году в деревне Ёкуша был пущен в эксплуатацию кирпичный завод с конным приводом, проектной мощностью 2 млн штук кирпича в год. Месторождение глины было расположено на острове Ёкушанский. Кирпичный завод располагался на расстоянии 1 км от деревни на противоположном берегу Городецкого шара от морского порта Нарьян-Мар. При заводе образовался посёлок Кирпичный, территориально являющийся частью деревни Ёкуша. Кирпичный завод работал до 1975 года, а затем был закрыт из-за нерентабельности и законсервирован. Из кирпича, сделанного в Ёкуше, построено несколько зданий в Нарьян-Маре, в том числе: центральная часть Дома Советов, дом культуры, школа № 3, Ненецкий зооветеринарный техникум, старое здание городской электростанции, баня № 1.

В 1930—1940-е годы в Ёкуше существовала сельскохозяйственная артель им. С. М. Кирова. Газета Няръяна вындер от 24 июня 1941 года приводит статью о митинге в Ёкуше
22 июня все, как один, колхозники артели имени Кирова (д. Ёкуша) собрались на митинг. С сообщением о начале нападения германских фашистов на нашу Родину выступил тов. Чуклин. Колхозники единогласно приняли резолюцию: «Мы, колхозники и рабочие Ёкушинского кирпичного завода, в любую минуту готовы вступить в ряды Красной армии, чтобы дать решительный отпор наглым фашистам, осмелившимся выступить войной против СССР. Мы обязуемся работать по-стахановски на всех участках, для того, чтобы ещё сильнее укрепить обороноспособность нашей страны. Мы внесём досрочно сумму подписки на заём третьей Сталинской пятилетки». В митинге участвовало 72 человека».
После закрытия кирпичного завода Ёкуша и Кирпичный превратились в жилые микрорайоны города Нарьян-Мар, отделённые от него протокой Городецкий шар. В связи с отсутствием дорог население постепенно переселялось в город; в 1980-х годах в Нарьян-Мар был перенесён 8-квартирный дом из Ёкуши, а в 1994 году последние постоянные жители деревни переехали в Нарьян-Мар. Деревня Ёкуша и посёлок Кирпичный стали дачными посёлками.
Деревня была упразднена в 2015 году.
С 2012 года на территории деревни располагается туристическая база фирмы ООО «РусТур» «Любимый остров».

## Население
| 2015 |
| ---- |
| 0    |